# Gilles Berolatti
Gilles Berolatti (* 4. Mai 1944 in Paris) ist ein ehemaliger französischer Florettfechter.

## Erfolge
Gilles Berolatti erreichte bei den Olympischen Spielen 1968 in Mexiko-Stadt mit der Mannschaft das Finale gegen die Sowjetunion, das mit 9:6 von der französischen Equipe gewonnen wurde. Gemeinsam mit Jacques Dimont, Jean-Claude Magnan, Christian Noël und Daniel Revenu wurde er somit Olympiasieger. 1972 in München unterlag er mit der Mannschaft im Halbfinale dieses Mal gegen die Sowjetunion mit 6:9, setzte sich aber im Anschluss gegen Ungarn im Gefecht um die Bronzemedaille durch, die Berolatti mit Bernard Talvard, Jean-Claude Magnan, Christian Noël und Daniel Revenu erhielt.